# Hrabstwo Pipestone
Hrabstwo Pipestone (ang. Pipestone County) – hrabstwo w stanie Minnesota w Stanach Zjednoczonych, założone w 1857. W roku 2010 liczba mieszkańców wyniosła 9 596.

## Główne drogi
- U.S. Highway 75
- Minnesota State Highway 23
- Minnesota State Highway 30
- Minnesota State Highway 269

## Miasta

Mapa administracyjna Hrabstwa Pipestone

- Edgerton
- Hatfield
- Holland
- Ihlen
- Pipestone
- Ruthton
- Trosky
- Woodstock